# Avenue du Général-Leclerc (Saint-Cloud)
Pour les articles homonymes, voir Avenue du Général-Leclerc.
L'avenue du Général-Leclerc est une voie de communication située à Saint-Cloud dans les Hauts-de-Seine.

## Situation et accès
Le tracé de cette avenue commence place Magenta, croisement de la rue Gounod et de la rue Pasteur, dans l'axe du boulevard de la République.
Se dirigeant vers le sud, elle passe la ligne de Saint-Cloud à Saint-Nom-la-Bretèche - Forêt-de-Marly. Lors de la création de cette ligne, son franchissement s'effectuait par un passage à niveau. Par la suite, une tranchée fut creusée pour la voie ferrée, au-dessus de laquelle un pont fut construit.
Après une bretelle de sortie de l'A13, elle se termine dans le prolongement de la route de Paris à Versailles.
Cette avenue est aujourd'hui desservie par la gare de Saint-Cloud sur la ligne de Paris-Saint-Lazare à Versailles-Rive-Droite.

## Origine du nom
Le nom de cette avenue rend hommage à Philippe Leclerc de Hauteclocque (22 novembre 1902 – 28 novembre 1947), général commandant la 2e division blindée.

## Historique

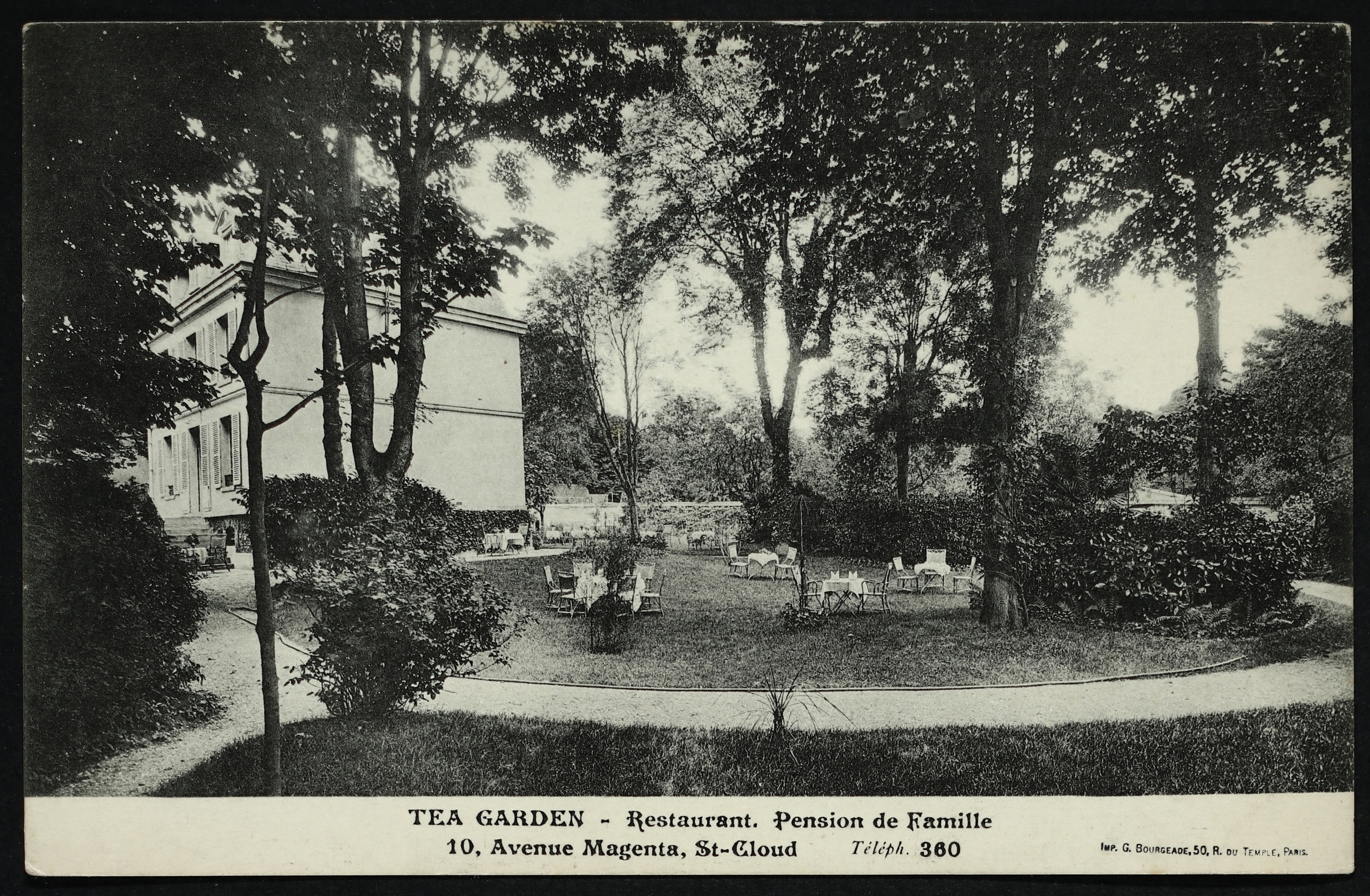
Tea garden, restaurant, pension de famille. Avenue Magenta vers 1900.

Elle fait partie de l'ancien axe qui menait de Paris à Versailles en passant par Saint-Cloud. Elle fut goudronnée en 1905, à l'époque une innovation.
Le nord de cette avenue s'ouvre sur la place Magenta où se trouvaient autrefois un octroi contrôlant les marchandises venant de Versailles, et des hôtels et des restaurants. L'un d'eux, notamment, recevait entre autres le maréchal Joffre, Suzanne Lenglen ou Maurice Chevalier.

## Bâtiments remarquables et lieux de mémoire

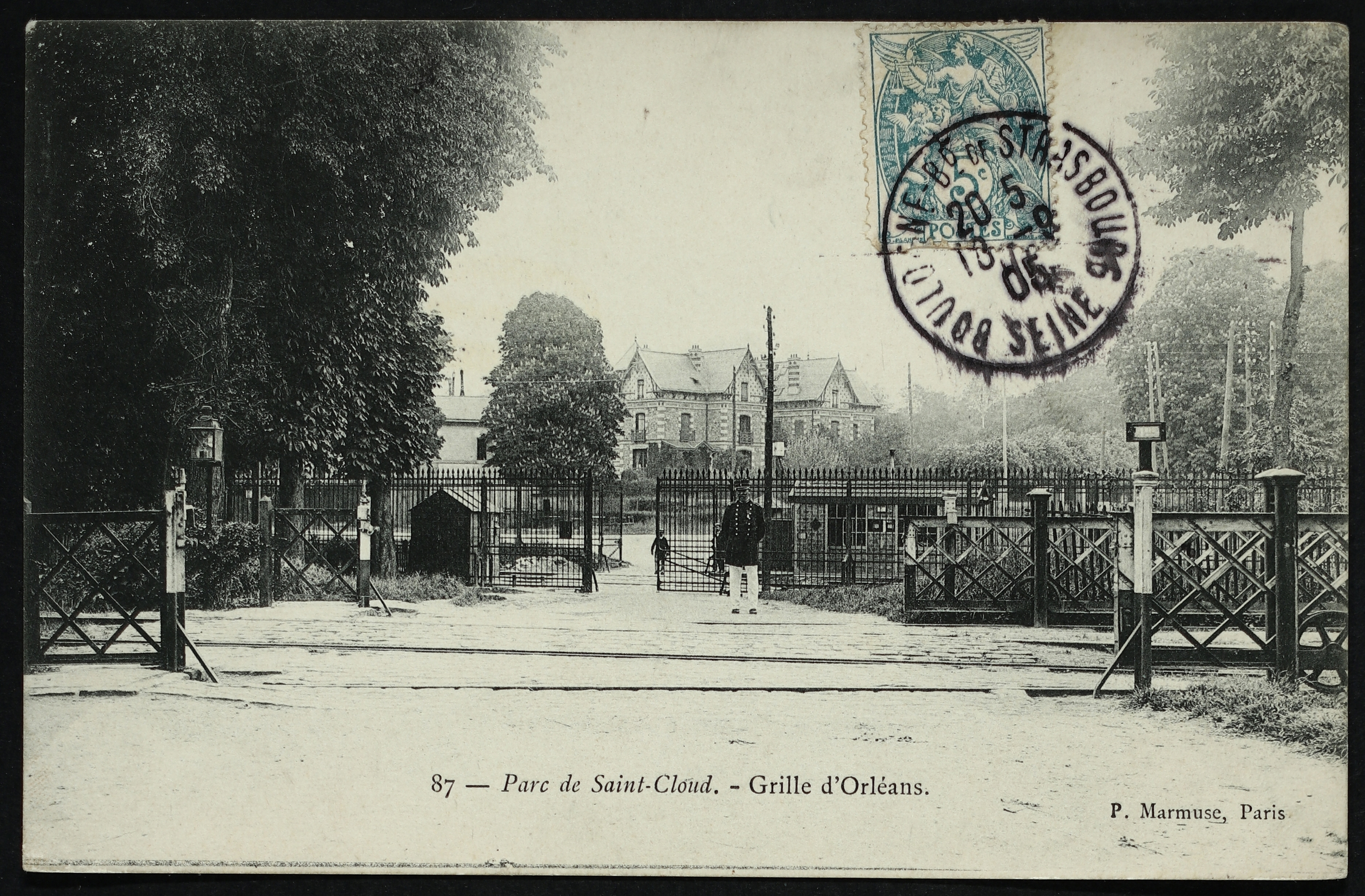
Saint-Cloud - Grille d'Orléans.

- Tunnel de Saint-Cloud, foré à partir des années 1930. L'avenue passe au-dessus de l'extremité ouest.
- Mémorial de la 2e division blindée, à l'angle de la rue du Commandant-de-Lareinty.
- La Grille d'Orléans, ancien accès au parc de Saint-Cloud[5].